# Горани (Коњиц)
Горани је насељено место у Босни и Херцеговини у општини Коњиц у Херцеговачко-неретванском кантону које административно припада Федерацији Босне и Херцеговине. Према попису становништва из 1991. у насељу је живјело 366 становника.

## Географија
Насеље се налази под обронцима планине Бикашевице на десној страни доњег тока Неретвице, северно од Коњица.

## Становништво
По последњем службеном попису становништва из 1991. године, у насељу Горани живело је 366 становника. Становници су претежно били Муслимани.
| Националност       | 1991.        | 1981. | 1971. |
| Муслимани          | 257 (70,22%) |       |       |
| Хрвати             | 105 (28,69%) |       |       |
| Срби               | 1 (0,27%)    |       |       |
| Југословени        | 1 (0,27%)    |       |       |
| остали и непознато | 2 (0,54%)    |       |       |
| Укупно             | 366          |       |       |